# Cato Institute
Cato Institute je americký libertariánský think tank s sídlem ve Washingtonu, D.C. Byl původně založen Edem Cranem, Murrayem Rothbardem a Charlesem Kochem, předsedou správní rady a generálním ředitelem společnosti Koch Industries v roce 1974 jako Nadace Charlese Kocha (the Charles Koch Foundation). Roku 1976 bylo jméno změněno na Cato institute. Původní mise Cato Institutu byla zaměřena na veřejné šíření svých myšlenek, expozici v médiích a ovlivňování společenských procesů. Podle přehledu nejvlivnějších think tanků z roku 2017, publikovaného Pensylvánskou univerzitou pod názvem 2017 Global Go To Think Tank Index Report, byl Cato 15. nejvlivnějším think tankem celosvětově a v rámci Spojených států se umístil na desátém místě.
Cato Institute zastává libertariánskou politickou filosofii, usiluje o omezenou roli vlády jak v domácích, tak v zahraničně-politických záležitostech a o silnou ochranu občanských práv a svobod. Mezi konkrétní myšlenky patří odzbrojení policejních sborů, snižování či rušení většiny daní, opozice vůči centrálnímu bankovnictví (Federal Reserve system), privatizace různých vládních agentur a programů, včetně důchodového systému (Social Security), státního zdravotního pojištění (Affordable Care Act, alias ObamaCare), poštovních služeb, a také neintervenční zahraniční politika.
Institut také každoročně publikuje tzv. index osobní a ekonomické svobody „Freedom in the 50 states“ (Svoboda v 50 státech), který na základě více než 230 parametrů sleduje vývoj ve Spojených státech.